# Sika Fakambi
Sika Fakambi est une traductrice littéraire.

## Biographie
Sika Fakambi grandit à Ouidah et Cotonou au Bénin. Son père est béninois, sa mère est française.

## Carrière littéraire
En 2008, Sika Fakambi traduit le premier chapitre de Tail of the Blue Bird, roman de Nii Ayikwei Parkes, auteur ghanéen inédit en France. Elle envoie ce premier chapitre à plusieurs maisons d'éditions. En 2014, sa traduction du roman de Nii Ayikwei Parkes, Notre quelque part, est publiée par les éditions Zulma,.
En 2017, Sika Fakambi conçoit et dirige la collection corp/us aux éditions Isabelle Sauvage. Cette collection multilingue est dédiée, pour sa première série de titres, à la poésie panafricaine et au geste du traducteur. Pour le lancement, Maud Sulter du Mozambique, Kofi Awoonor du Ghana, Kamau Brathwaite de la Barbade, Nii Ayikwei Parkes du Ghana, Noémia De Sousa du Mozambique et Warsan Shire de Somalie sont publiés en français.

## Distinctions
- Prix Baudelaire, 18 juin 2014
- Prix Laure Bataillon, 2014 pour sa traduction de Notre quelque part du Ghanéen Nii Ayikwei Parkes.

## Traductions
Sika Fakambi traduit de la poésie, de la fiction et du théâtre.
- Pardon [Sorry] de Gail Jones, Éditions du Mercure de France, 2008,  (ISBN 9782715228290)
- Haïku des Pierres : Carnac [traduit vers l'anglais avec la poétesse américaine Laura Solomon], de Pierre Converset & Jacques Poullaouec, Éditions Apogée, 2008,  (ISBN 9782843982323)
- Anabranche [extraits] d'Andrew Zawacki (en), revue Vacarme, 2008
- Anabranche [extraits] d'Andrew Zawacki, réédition Le Nouveau Recueil, 2009
- Georgia d'Andrew Zawacki, Éditions de l’Attente, 2009,  (ISBN 978-2-914688-90-1)
- Vidéogrammes [extraits] d'Andrew Zawacki, revue Vacarme, 2010
- Carnet Bartleby d'Andrew Zawacki, Éditions de l’Attente, 2012,  (ISBN 978-2-36242-027-6)
- Notre quelque part de Nii Ayikwei Parkes, Éditions Zulma, 2014,  (ISBN 978-2-84304-675-9)
- Love is Power, ou quelque chose comme ça de A. Igoni Barrett, Éditions Zulma, 2015,  (ISBN 978-2-84304-710-7)
- Snapshots, nouvelles voix du Caine Prize, Éditions Zulma, 2015,  (ISBN 978-2-84304-698-8)
- Negus de Kamau Brathwaite, collection corp/us, Éditions Isabelle Sauvage, 2017,  (ISBN 978-2-917751-86-2)
- La prière de mon père de Kofi Awoonor, collection corp/us, Éditions Isabelle Sauvage, 2017,  (ISBN 978-2-917751-87-9)
- La moitié d'un citron vert de Nii Ayikwei Parkes, collection corp/us, Éditions Isabelle Sauvage, 2017,  (ISBN 978-2-917751-89-3)
- Blood Money (Remix) de Maud Sulter, collection corp/us, Éditions Isabelle Sauvage, 2017,  (ISBN 978-2-917751-90-9)
- Où j'apprends à ma mère à donner naissance de Warsan Shire, collection corp/us, Éditions Isabelle Sauvage, 2017,  (ISBN 978-2917751800)
- Mais leurs yeux dardaient sur Dieu de Zora Neale Hurston, Éditions Zulma, 2018,  (ISBN 978-2-84304-832-6)
- Prochain arrêt le Bronx et autres pièces, de Sonia Sanchez, L'Arche, 2019,  (ISBN 978-2-85181-968-0)
- Ce que je sais de Nii Ayikwei Parkes, Joca Seria, 2020,  (ISBN 978-2-84809-340-6)
- Dingo de Zadie Smith & Nick Laird, Gallimard Jeunesse, 2021,  (ISBN 978-2075151290)
- Devant l'immense de Rebecca Elson, L'Arbre de Diane, 2021,  (ISBN 978-2930822181)
- Indices, six essais, de Zadie Smith, Gallimard, 2021,  (ISBN 978-2072933394)
- Sixty Lights, de Gail Jones, Nouvel Attila, 2022,  (ISBN 978-2371001138)